# 莫斯科斯巴达克足球俱乐部
莫斯科斯巴達克足球俱樂部是一支俄羅斯足球會，在苏联时期乃至俄罗斯足球历史上都是一支劲旅。曾经 12 次捧起苏联联赛冠军奖杯（仅次于基辅迪纳摩），10 次获得俄罗斯足球超级联赛冠军，10 次获得苏联杯赛冠军，3 次赢得俄罗斯杯赛冠军。
斯巴达克队球衣的传统颜色是红与白，同时也因此得名红白军团。而在球迷当中，球队另一个绰号“肉”也使用很频繁。莫斯科斯巴达克足球俱乐部是莫斯科斯巴达克俱乐部的一个组成部分，该俱乐部有另一个从事冰球运动的子俱乐部－莫斯科斯巴达克冰球俱乐部。现在斯巴达克俱乐部的主席是里奥尼德·费度，总经理是谢尔盖·沙夫洛（Сергей Шавло），而体育总监则是斯坦尼斯拉夫·切尔切索夫。

## 历史
俱乐部成立于1922年1月，1936年贏得球會第一個聯賽錦標。球會自1960年代起開始走下坡，不但二十年僅贏過兩屆聯賽錦標，還曾經降級。1978年俱樂部終於升回班，翌年再次贏得聯賽冠軍。自1991年俄超成立後，俱樂部已贏得九屆聯賽冠軍，屬班霸級數。

## 近况
- 在2005年度的俄超比赛中获得亚军，在2006-2007赛季的欧洲冠军杯赛中与里斯本竞技、拜仁慕尼黑、国际米兰分在同一小组，不过小组未能出线，遭到淘汰。
- 在2006年度的俄超比赛中获得亚军从而入围2007年至2008年歐洲聯賽冠軍盃资格赛第三轮比赛，对阵苏超球队凯尔特人，在两回合分别都战成1:1平的情况下，最后点球3:4大战不敌对手，只能被淘汰到欧洲联盟杯的比赛中。

## 現時陣容
註釋：國旗表示球員在國際足聯資格規則定義的國家隊。球員可能擁有一個以上非國際足聯國籍。
| 號碼 |          | 位置 | 球員             |
| ---- | -------- | ---- | ---------------- |
| 2    | 阿根廷   | 后卫 | 恩素华迪         |
| 3    | 俄罗斯   | 后卫 | 拜加路夫         |
| 6    | 巴西     | 中场 | 卡里奥卡         |
| 7    | 俄罗斯   | 中场 | 甘巴路夫         |
| 8    | 爱尔兰   | 中场 | 埃登·麦克格迪    |
| 9    | 巴西     | 前锋 | 艾利             |
| 12   | 亞美尼亞 | 前锋 | 乌亚·摩域斯恩    |
| 14   | 俄罗斯   | 前锋 | 耶高尼夫         |
| 15   | 俄罗斯   | 后卫 | 派斯約克（隊長） |
| 17   | 捷克     | 后卫 | 舒治             |
| 18   | 俄罗斯   | 后卫 | 古普夫           |
| 19   | 西班牙   | 中场 | 祖拉度           |
| 21   | 瑞典     | 中场 | 基姆·谢尔斯特伦  |
| 22   | 俄罗斯   | 前锋 | 高斯路夫         |

| 號碼 |          | 位置 | 球員                        |
| ---- | -------- | ---- | --------------------------- |
| 23   | 俄罗斯   | 中场 | 德米特里·孔巴羅夫（副隊長） |
| 25   | 俄罗斯   | 中场 | 迪迪亚尔·比尔亚莱特迪诺夫   |
| 28   | 加纳     | 前锋 | 马捷特                      |
| 29   | 奈及利亞 | 前锋 | 伊文历克                    |
| 30   | 俄罗斯   | 门将 | 柏耶高夫                    |
| 31   | 乌克兰   | 门将 | 戴干                        |
| 32   | 俄罗斯   | 门将 | 列布夫                      |
| 33   | 義大利   | 后卫 | 薩爾瓦托雷·博凱蒂           |
| 34   | 俄罗斯   | 后卫 | 马基耶夫                    |
| 37   | 巴西     | 中场 | 罗梅路                      |
| 44   | 俄罗斯   | 后卫 | 加塔高夫                    |
| 80   | 俄罗斯   | 中场 | 丹尼斯·格盧沙科夫           |
| 90   | 阿根廷   | 中场 | 天奴·哥斯達                 |

## 荣誉

### 国内
- 苏联联赛冠军：1938, 1939, 1952, 1953, 1956, 1958, 1962, 1969, 1979, 1987, 1989
- 俄罗斯联赛冠军：1992, 1993, 1994, 1996, 1997, 1998, 1999, 2000, 2001，2017
- 苏联杯：1938/1939, 1946, 1947, 1950, 1958, 1963, 1965, 1971, 1992
- 俄羅斯盃：1994, 1998, 2003, 2022

### 欧战荣誉
- 欧洲冠军联赛半决赛：1991
- 欧洲优胜者杯半决赛：1993
- 欧洲联盟杯半决赛：1998

## 著名球員
| 俄羅斯/蘇聯 - 艾巴莫扶 - 阿倫尼切夫 - 迪米利艾蘭高 - 巴辛洛夫 - 比斯查歷基 - 比索迪夫 - 保耶連斯夫 - 布諾夫 - 保拉托夫 - 保斯曼諾夫 - 保斯尼堅 - 拜斯度夫 - 沙倫高夫 - 沙捷蘇夫 - 沙尼索夫 - 施索夫 - 加利奴夫 - 哥魯高域治 - 戴沙夫 - 迪文高 - 艾維斯夫 - 菲利莫諾夫 - 伊連 - 艾薩耶夫 - 維利尼卡賓 - 基斯諾夫 - 基迪亞杜連 - 古薩伊諾夫 - 基利斯托夫 - 高索拉普夫 - 哥夫頓 - 古迪高夫 - 古高夫 - 利迪亞索夫 - 路維捷夫 - 洛高菲特 - 馬美杜夫 - 馬斯拉真高 - 馬斯鍾堅 - 馬索恩 - 莫路索夫 - 莫斯托禾 - 穆克馬迪夫 - 列圖 - 尼馬杜連 - 尼基霍路夫 - 奧洛高 - 柏林莫奴夫 - 柏索高 - 柏夫蘭高 - 柏夫尤真高 - 梅利柏丹高 - 柏克尼斯基 - 派沙利夫 - 普格恩耶克 - 普波夫 - 拉迪真高 - 拿基莫夫 - 艾利塞列高 - 羅迪奧洛夫 - 羅曼佐夫 - 沙安高 | - 施維杜夫 - 西蒙恩 - 艾歷克史達洛田 - 安德烈史達洛田 - 尼高拉史達洛田 - 彼德史達洛田 - 蘇洛柏洛夫 - 沙夫洛 - 沙林莫夫 - 施亞高 - 舒斯堅 - 舒馬洛夫 - 舒切夫 - 達拿維基 - 迪托夫 - 泰索洛夫 - 杜賓斯基 - 迪斯姆巴拉 - 雅特塞夫 - 約蘭 阿根廷 - 卡雲拿基 - 基文迪洛迪古斯 奧地利 - 保加迪斯 - 史特蘭斯 阿塞拜疆 - 卡索莫夫 巴西 - 阿歷斯 - 笠臣 - 韋列頓 白俄羅斯 - 干斯禾爾 - 菲臘賓高 - 華斯利約克 喀麥隆 - 迪素斯 克羅地亞 - 夏文 - 柏迪高沙 捷克 - 查蘭歷克 - 高華 愛沙尼亞 - 堅基 德國 - 費迪 格魯吉亞 - 艾巴美迪斯 - 安南尼迪錫 - 基辛尼舒維尼 - 盧美亞 - 夏迪錫 | 加納 - 奧耶利 - 奧胡舒艾比耶 匈牙利 - 沙法 牙買加 - 史卡列特 拉脫維亞 - 魯賓斯 - 史杜沙斯 立陶宛 - 史奧斯 - 迪杜拿 馬其頓 - 馬斯洛夫 - 米特尼斯基 摩爾多瓦 - 高華斯奧斯 黑山 - 杜連錫 摩洛哥 - 巴古里 波蘭 - 高華利斯基 羅馬尼亞 - 蘭克斯 - 蘇亞華 - 達馬斯 塞內加爾 - 伊巴基比 塞蒙 - 柏高域 - 柏贊奴域 - 利斯杜域 - 杜布克 - 尼曼查維迪 烏克蘭 - 夏蘭奧華基爾 - 基連尼真高 - 利維斯基爾 - 帕費諾夫 - 樸奧甸 - 保馬遜 - 泰克馬斯路克 - 華舒卓克 烏拉圭 - 馬些路蘇沙 烏茲別克 - 艾斯米杜夫 |